# Risa Sera
Risa Okuda  (奥田 理紗 Okuda Risa, nacida el 19 de noviembre de 1991) es una actriz y luchadora profesional japonesa, más conocida bajo el nombre de Risa Sera. Actualmente está luchando por Ice Ribbon y pertenece a la compañía de teatro Mizuiro Kakumei, así como a la productora de espectáculos Miki Production.

## Primeros años
Sera nació en Sera, Hiroshima. Después de graduarse de la escuela secundaria, se mudó a Tokio y estudió actuación de voz en Amusement Media Academy (AMG). En 2012, Sera participó en la audición de "Taiyo kara Plancha", una película en colaboración con Ice Ribbon, y ganó el papel principal con la condición de que tuviera que debutar como luchadora con otros ganadores de la audición, lo que la llevó a El proyecto de reclutamiento de Ice Ribbon también en "Muscle Venus". Hasta entonces, ella usó su verdadero nombre como Risa Okuda.

## Carrera como luchadora profesional

### Ice Ribbon (2012-presente)
Sera fue entrenada por Tsukasa Fujimoto y Hikaru Shida e hizo su debut el 10 de noviembre de 2012, en el dojo de Ice Ribbon bajo el nombre de Risa Sera, siendo derrotada por Hamuko Hoshi. La mitad de sus co-actores dejaron de luchar temprano, pero ella, 235 y Rutsuko Yamaguchi (se retiró en 2014 debido a una lesión en la rodilla) permanecieron en la lista. El 4 de enero de 2014, Sera se unió a Maki Narumiya y llamó a su equipo llamado ".STAP". Derrotaron a Tsukushi y Kurumi en el evento Korakuen Hall el 30 de marzo para convertirse en Campeona Internacional en Parejas de Ribbon. Hasta el año siguiente, retuvieron exitosamente el campeonato nueve veces. El equipo se disolvió cuando Narumiya abandonó Ice Ribbon el 31 de marzo de 2015. Fueron derrotados en un Hardcore Match contra Isami Kodaka y Yuko Miyamoto en su última pelea, luego Sera desafió a Narumiya a un Hardcore Match. Tuvieron el combate el 4 de mayo y el equipo de Sera fue derrotado. Sera exigió una revancha aún más difícil con los tubos de luz, pero esto fue rechazado por la gerencia de Ice Ribbon, porque se desviaría del concepto principal de la promoción. Sera declaró que boicotearía el próximo evento Korakuen Hall el 24 de junio, pero finalmente tuvo su propio evento después del evento Ice Ribbon por solo una lucha llamado "Human Hair Death Match" e hizo las paces con Narumiya después de ser derrotada nuevamente. Desde entonces, Sera realizó dos eventos "Death Match" colaborando con Ice Ribbon. Fueron hechos de combates divertidos por los luchadores de Ice Ribbon y luchas realmente duros que incluyen escaleras, alambres de púas y tubos de luz de Sera, por lo que prácticamente ella hizo un compromiso de la empresa al respecto.
El 14 de noviembre de 2015, Sera formó un nuevo equipo con Maya Yukihi, y llamó al equipo "Azure Revolution". El 21 de marzo, Sera desafió a Hamuko Hoshi por el Campeonato ICE Cross Infinity, y derrotó a Hoshi por una doble caída en la rodilla para ganar su primer título de manera individual. El 3 de mayo, Sera encabezó el evento del décimo aniversario de Ice Ribbon en el Gimnasio Cultural de Yokohama para defender con éxito el campeonato contra Yuka. Sera fue derrotada por Tsukasa Fujimoto en el evento korakuen Hall el 3 de julio y perdió el título, pero el título quedó vacante por el resultado del evento del 3 de noviembre, y el 31 de diciembre, Sera ganó el torneo para el campeonato, derrotando a Fujimoto en las finales, y recuperó el título. Sera se quedó con el título durante un año completo y lo perdió ante Hiiragi Kurumi en su octava defensa el 31 de diciembre de 2017.

## Otros medios

### Filmografía
- 2013: Taiyo kara Plancha (太陽からプランチャ Taiyo kara Purancha?)

### Dramas teatrales
- 2012: Tonari no Obachan (隣のおばちゃん Tonari no Obachan?)
- 2012: Junkissa Setsuna (純喫茶せつな Junkissa Setsuna?)
- 2013: Circus Monogatari (サーカス物語 Saakasu Monogatari?)
- 2013: tears
- 2013: Pochi no Shippo ni Maiochiru Yuki (ポチのしっぽに、舞い落ちる雪 Pochi no Shippo ni Maiochiru Yuki?)
- 2014: Kearuura Kissaten (けあるぅら喫茶店 Kearuura Kissaten?)
- 2015: Soratobu Jitensha (空飛ぶ自転車 Soratobu Jitensha?)
- 2016: A.D.

### Televisión
- 2013: Sekai Ouja Tanjo Project Sekaioh! (世界王者誕生プロジェクト セカイオー! Sekai Ouja Tanjo Purojekuto Sekaioo!?)
- 2013: Zenigata Kintaro (銭形金太郎 Zenigata Kintaro?)
- 2014: Hinomaru Challengers (日の丸チャレンジャーズ Hinomaru Charenjaazu?)

## En lucha
- Movimientos finales
  - Ayers Rock (Standing fireman's carry transitioned into a kneeling takeover)
  - Ayers Rock II (Standing fireman's carry transitioned into a Michinoku Driver II)
  - Diving double knee drop
  - Falcon Arrow (Sitout suplex slam)

- Movimientos en firma
  - Combine (Elevated capture Boston crab)
  - Dropkick
  - Double knee attack
  - Double knee drop
  - Full nelson slam
  - Giant swing
  - Reversed La Campana
  - Reversed neck breaker
  - Sera-rhythm Buster
  - Spiral bomb
  - Yurikamome

## Campeonatos y logros
- Ice Ribbon
  - ICE×∞ Championship (2 veces)
  - International Ribbon Tag Team Championship (2 veces, actual) – con Maki Narumiya (1) y Maya Yukihi (1, actual)
  - Next Ribbon Tag Team Championship Challenger Determination Tournament (2014) – con Maki Narumiya

- Pro Wrestling ZERO1
  - Blast Queen Championship (1 vez, actual)

- Young Ribbon Wasshoi!
  - Young Ribbon Mixed Tag Team Championship (1 vez, actual) – con Yuko Miyamoto

- Pro Wrestling Illustrated
  - Situada en el Nº36 en los PWI Female 50 de 2017[12]
  - Situada en el Nº73 en el PWI Female 100 en 2018.